# Христина Матеева
Христина Тодорова Матеева е професор по детска стоматология.

## Биография
Христина Матеева е родена в Ловеч на 22 октомври 1935 г. Завършва „Стоматология“ в Стоматологичния факултет на Висшия медицински институт (ВМИ) в София през 1958 г.
От 1958 до 1961 г. е участъков стоматолог в с. Лисец, Ловешка област.
През 1963 г. става хоноруван асистент в Катедрата по детска стоматология в Стоматологичния факултет на ВМИ в София, където е редовен докторант от 1965 г. В същата катедра става асистент (1967), старши асистент (1971), главен административен асистент (1975).
През 1983 г. става доцент по детска стоматология в Стоматологичния факултет на Висшия медицински институт (ВМИ) в Пловдив. От 1985 до 1990 г. е заместник-декан и ръководител на Катедрата по детска стоматология в Стоматологичния факултет на ВМИ в Пловдив.
Придобива научното звание професор по детска стоматология през 1996 г.
Пенсионира се през 2003 г. Продължава да работи – вече като професор-консултант за следдипломно обучение на специализанти по детска стоматология при VI стоматологичен център в София. Умира в София на 28 октомври 2015 г.

## Научна дейност
Области
Хистогенеза, морфология и физиология на зъбните тъкани, особености при детски зъби. Етиология, патогенеза и морфология на началния кариес, особености при детски зъби. Епидемиология, клиника и лечение на стоматологичните заболявания в детска възраст; лечение на зъбния кариес в начален стадий при детски зъби.
Профилактика на стоматологичните заболявания в детска възраст; ендогенна флуорна профилактика чрез флуорирано мляко; локална флуора профилактика чрез разтвори, лакове, гелове, силанти. Клинично изпитание на пасти за зъби.
Работи
Над 180 научни разработки, 5 изобретения – 2 от които са патентовани, съавтор на 3 монографии, ръководство за клинични упражнения, справочник, 3 учебника, редактор и съавтор на учебник с 3 издания. Участва с доклади и научни съобщения в национални и международни конференции, симпозиуми, конгреси.
Авторка е на повече от 180 научни разработки, на 5 изобретения (вкл. 2 патентовани), съавторка на 3 монографии, ръководство за клинични упражнения, справочник, 3 учебника, редакторка и съавторка на учебник с 3 издания.
Участва с доклади и научни съобщения в национални и международни конференции, симпозиуми, конгреси.

## Членство
- Българско научно дружество по дентална медицина (БНДДМ)
- Federation Dentaire International (FDI)
- Балкански стоматологичен съюз (BaSS)
- Български зъболекарски съюз (БЗС)
- Съюз на учените в България (СУБ)